# Миграција становништва
Миграција је кретање људи са једне територије на другу. Може се одвијати на добровољан и законит начин или присилно, без пристанка особа.
Постоји Међународна организација за миграције са 132 државе чланице.